# راؤول ديوغو سوزا روتشا
راؤول ديوغو سوزا روتشا هو لاعب كرة قدم برازيلي في مركز الدفاع، ولد في 9 نوفمبر 1985 في Poço Verde ‏ في البرازيل. لعب مع أتلتيكو غويانيينسي.

## وصلات خارجية
- راؤول ديوغو سوزا روتشا على موقع قاعدة بيانات كرة القدم.إي يو (الإنجليزية)
- راؤول ديوغو سوزا روتشا على موقع Soccerway.com (الإنجليزية)